# Ягю Мунэнори
Ягю Мунэнори (яп. 柳生宗矩, 1571 — 11 мая 1646) — японский фехтовальщик, основатель школы в Эдо ветви стиля Ягю Синкагэ-рю, который изучал у своего отца Ягю «Сэкисюсай» Мунэтоси. Это был один из двух официальных стилей фехтования на мечах, поддерживаемых сёгунатом Токугава (другой — Итто-рю). Мунэнори начал свою карьеру в администрации Токугавы как хатамото, а позже, когда его доход был увеличен до 10 000 коку, стал фудай даймё (лордом-вассалом) у Токугавы, с земельными владениями вокруг его исконной деревни Ягю-дзато. Также получил титул Тадзима-но-ками (但馬守).

## Биография
Мунэнори поступил на службу к Токугаве Иэясу в молодом возрасте, а позже стал инструктором по фехтованию у сына Иэясу Хидэтады. Затем стал одним из главных советников третьего сёгуна Иэмицу.
Незадолго до своей смерти в 1606 году Сэкисюсай передал руководство школой Ягю Синкагэ-рю своему внуку Тоситоси. После периода муся сюгё (воинские аскетические тренировки) Тоситоси поступил на службу в кадетское отделение клана Токугава, которое контролировало провинцию Овари. Школа Тоситоси базировалась в Нагое и стала называться Овари Ягю-рю (尾張柳生流), в то время как Мунэнори в Эдо, столице сёгуната, стал называться Эдо Ягю-рю (江戸柳生流). Такэнага Хаято, основатель Ягю Синган-рю, был учеником Ягю Мунэнори и получил от него гокуи (тайные учения) Ягю Синкагэ-рю.
Примерно в 1632 году Мунэнори закончил Хэйхо Кадэнсё, трактат о практическом искусстве владения мечом Синкаге-рю и о том, как его можно применить на макроуровне к жизни и политике.
Сыновья Мунэнори, Ягю «Дзюбэй» Мицуёси и Ягю Мунэфую, также стали известными мечниками.

## Ученики
Мунэнори являлся наставником семьи сёгуна и возглавлял школу Эдо Ягю-рю, в которой было много учеников. Среди учеников были:
- Токугава Хидэтада
- Токугава Иэмицу
- Токугава Ёринобу
- Хосокава Тадатоси
- Набэсима Кацусигэ
- Курода Нагамаса

## Образ в культуре

### Романы
- Манускрипт ниндзя Кога (1958, Футаро Ямада)
- Демоническое воскрешение (1967, Футаро Ямада)

### Кинематограф
- Akai kage-bōshi (Красная тень), 1962 — в исполнении Дендзиро Окоти
- Nemuri Kyōshirō 2: Shōbu (Приключения Немури Kyōshirō), 1964 (выпущено на DVD под названием «Сонные глаза смерти: Меч приключений»)
- Yagyū ichizoku no inbō (Заговор Ягю), 1978 — в исполнении Йорозуи Кинносукэ (выпущен на DVD под названием «Самурай сёгуна»)
- «Makai tenshō (Реинкарнация самураев), 1981 — в исполнении Томисабуро Вакаямы
- Makai tenshō, 2003 - в исполнении Накамуры Кацуо

### Манга
- Адзуми (1994—2008)
- Василиск (2003—2004)
- Hyouge Mono (2005—2017)
- Juu: Ninpou Makai Tensei (2012—2018)

### Аниме
- Воскрешение ниндзя (1998)

### Видеоигры
- Kengo: Master of Bushido (2000)
- Samurai Warriors (2004)
- Onimusha: Dawn of Dreams (2006)
- Ryū ga Gotoku Kenzan! (2008)
- Fate/Grand Order (2015)